# ムネーモシュネー
ムネーモシュネー（古希: Μνημοσύνη、古代ギリシア語ラテン翻字: Mnēmosúnē）は、ギリシア神話に登場する記憶を神格化した女神である。日本語では長母音を省略してムネモシュネとも表記される。

## 概要
ウーラノスとガイアの娘で、ティーターン族の一人であり、オーケアノス、コイオス、クレイオス、ヒュペリーオーン、イーアペトス、クロノス、テイアー、レアー、テミス、ポイベー、テーテュースと兄弟。
またゼウスとの間に9人のムーサ（ミューズ）たち、カリオペー、クレイオー、メルポメネー、エウテルペー、エラトー、テルプシコラー、ウーラニアー、タレイア、ポリュムニアーを生んだ。
ヘーシオドスの『神統記』によると、ムネーモシュネーはエレウテールの丘の主で、ピーエリアにおいてゼウスと9日間に渡って臥し、人々から苦しみを忘れさせる存在として9人のムーサたちを産んだという。
ムネーモシュネーは名前をつけることを始めたとされ、また学問の道を究めるときにはムネーモシュネーとムーサたちに祈願した。